# Il giovane Toscanini
Il giovane Toscanini (häufig auch: Young Toscanini; deutsch: „Der junge Toscanini“) ist ein italienisch-französischer Spielfilm (Filmbiografie, Kostümfilm) in englischer Sprache von Regisseur Franco Zeffirelli aus dem Jahre 1988. Der Film wurde für ein Konsortium italienischer und französischer Film- und Fernsehgesellschaften produziert. Der Film beruht auf einem Stoff von Ennio De Concini.

## Handlung
Der Film erzählt einen frühen Ausschnitt aus dem Leben des berühmten italienischen Dirigenten Arturo Toscanini (1867–1957). Nach dem Abschluss seines Studiums erhält Toscanini ein erstes Dirigenten-Engagement im Orchester von Claudio Rossi, mit dem er nach Südamerika auf Tournee geht. In Rio de Janeiro verliebt er sich in die junge Margherita, versucht aber auch, die alternde Sopranistin Nadina Bulichoff, die eine Geliebte des brasilianischen Kaisers ist, dafür zu gewinnen, in einer geplanten Inszenierung der Oper Aida mitzuwirken. Nadina hat ihre Karriere für diese Liebschaft auf Eis gelegt, ist darüber aber depressiv geworden und sehnt sich nach einem Comeback. Sie ist das Idol von Toscaninis Kindheit, und so setzt er alles daran, ihr zu helfen. Da er die Sklaverei, die in Brasilien noch weit verbreitet ist, verabscheut, versucht er aber auch, auf die Diva und den Kaiser Einfluss zu nehmen.

## Produktion und Rezeption
Die Produktion des aufwändig, aber mit einem zum Teil wenig profilierten Stab hergestellten Films kostete geschätzte 14 Mio. Dollar. Er ist in Farbe und 35 mm produziert. Hauptdarsteller war der 21-jährige C. Thomas Howell, der sein Kinofilmdebüt 1982 als Nebendarsteller in dem amerikanischen Film E. T. – Der Außerirdische hatte und seine bedeutendste Rolle 1983 in Die Outsider gespielt hat.
Für die 56-jährige Elizabeth Taylor war der Auftritt vor einer Filmkamera der erste nach einer achtjährigen Kinopause, in der sie ausschließlich fürs Fernsehen gearbeitet hatte. Die amerikanische Sopranistin Aprile Millo lieh Taylor ihre Singstimme. Nach Der Widerspenstigen Zähmung (1967) war es Taylors zweite Zusammenarbeit mit Zeffirelli.
Die Uraufführung fand auf den Filmfestspielen Venedig am 5. September 1988 statt und war – vor allem aufgrund seines Drehbuchs – ein solcher Misserfolg, dass kein internationaler Kinostart folgte. Im deutschsprachigen Raum war der Film bisher nicht zu sehen.